# Stahlnetz: Sechs unter Verdacht
 Sechs unter Verdacht ist der 6. Kriminalfilm der Fernsehreihe Stahlnetz. Die deutsche Erstausstrahlung erfolgte am 29. Dezember 1958 im Ersten Programm der ARD.

## Handlung
Hamburg im Dezember. Eine kleine Bankfiliale hat Ende November einen Überweisungsauftrag eines Kunden, der Toronto-Reederei, erhalten. Der Betrag von 1.440,50 DM wurde auf das Konto von Hermann Lewandowsky bei der Sparkasse überwiesen. Einige Tage später meldet sich die Reederei mit dem Hinweis, dass die Unterschrift gefälscht sei. Filialleiter Kern schaltet daraufhin die Polizei ein, das Betrugsdezernat der Hamburger Kriminalpolizei ermittelt durch Schriftproben, dass die Überweisung auf einer Schreibmaschine der Bank ausgestellt wurde. Somit richtet sich der Verdacht gegen die sechs Angestellten der Filiale, die alle Zugang zu den Unterschriftsproben ihrer Kunden haben. Kriminalobersekretär Wissmann und Oberassistent Schreyvogel befragen nicht nur die Angestellten selber, sondern auch Personen aus deren privatem Umfeld.
Handhabe gegen Lewandowsky gibt es zunächst nicht, denn er hat das Konto bei der Sparkasse mit falschen Papieren eröffnet. Dies ändert sich, als er eines Tages in der Sparkassenfiliale erscheint und sich einen Kontoauszug aushändigen lässt. Schreyvogel, der seit Tagen in der Filiale ausharrt und auf diesen Moment wartet, heftet sich an Lewandowskys Fersen und kann seine richtige Adresse ausfindig machen. Es handelt sich bei dem Gesuchten um einen polizeibekannten Erpresser und Betrüger und Wissmann vermutet, dass es sich auch in diesem Fall um Erpressung einer der Angestellten der Bankfiliale handelt. Durch ständige Observation Lewandowskys kann schließlich auf dem Hamburger Dom nicht nur dieser festgenommen werden, Wissmann kann auch die Identität der Komplizin bei der Bank ermitteln: Es handelt sich um Gisela Hagen. Lewandowsky ist der Vater ihrer Tochter. Als sie erfuhr, dass er vorbestraft ist und eine Gefängnisstrafe anzutreten hatte, trennte sie sich von ihm, zog von Nürnberg zunächst nach München, dann weiter nach Hamburg. Sie gab sogar ihr Kind in ein Heim, da niemand einer unverheirateten Frau mit einem unehelichen Kind Wohnung oder Arbeit geben wollte. Sie hatte dann eine Anstellung bei der Bank bekommen, aber Lewandowsky fand und erpresste sie.

## Sonstiges
Die Außenaufnahmen für diese Episode entstanden in Hamburg. Man erkennt eingangs die weihnachtlich beleuchtete und geschmückte Mönckebergstraße, ebenso den Neuen Wall in der Innenstadt, gedreht wurde ferner unter anderem am Karl-Muck-Platz (heute Johannes-Brahms-Platz), auf dem Hamburger Dom und im Museum für Hamburgische Geschichte. Die Innenaufnahmen fanden im heutigen Studio Hamburg statt. Im Abspann wird die Titelmelodie auf einer Jahrmarktsorgel gespielt.
Die Folge ist in einer 2013 erschienenen DVD-Box mit sämtlichen Stahlnetz-Folgen enthalten.
Der dieser Folge zugrunde liegende authentische Fall konnte nicht ermittelt werden. 